# Mallee-emoesluiper
De mallee-emoesluiper (Stipiturus mallee) is een endemische zangvogel uit de familie Maluridae (elfjes).

## Kenmerken
De vogel is 13,5 tot 15 cm lang en weegt slechts 6 tot 7 gram. Het mannetje heeft een hemelsblauw gekleurde oorstreek, keel en borst. De kruin is bleek roodbruin, verder van boven olijfbruin met zwarte streepjes. Van onder roodbruin, naar de buik toe geleidelijk lichter tot wit. Het vrouwtje mist het blauw op de keel en borst en is daar roodbruin, met om het oog een lichte vlek met zwarte streepjes. De staart bestaat uit zes een beetje rafelig uitziende veren, de middelste twee veren zijn 1,5 keer langer dan buitenste veren.

## Verspreiding en leefgebied
Deze soort is endemisch op bepaalde plekken in het droge deel van het zuidoosten van Australië in de staten Victoria en Zuid-Australië. De vogel is gebonden aan Eucalyptusbos van vooral de soorten die in het Engels Mallee heten (E. dumosa, E. socialis,  E. gracilis, E. oleosa, E. incrassata en E. diversifolia) en cipressen uit het geslacht Callitris met een ondergroei van bepaalde grassoorten (geslacht Triodia).

## Status
In het leefgebied woeden vaak bosbranden. In 2019 werd de totale populatie van deze elfjes geschat op 6600 volwassen vogels en dit aantal neemt nog steeds af. De vogel is sterk afhankelijk van natuurreservaten in Zuid-Australië en Victoria. Daarom staat de mallee-emoesluiper als bedreigd op de Rode Lijst van de IUCN.